# Schötz
Schötz is een gemeente en plaats in het Zwitserse kanton Luzern en maakte deel uit van het district Willisau tot op 1 januari 2008 de districten van Luzern werden afgeschaft. Schötz telt 3.231 inwoners.

## Geboren
- Rosa Bättig (1825-1855), moeder-overste